# Црква брвнара Свете Петке у Коштунићима
Црква брвнара Свете Петке у Коштунићима, горњомилановачком селу, једна је од најмањих цркава брвнара у Србији (укупне површине од око 40 м2).

## Историјат
Сматра се да је ова црква подигнута у првој половини 19. века, међутим није прецизно одређена тачна година градње. Налази се на сеоском гробљу, на избрешку изнад варошице.

## Опис
Црква је једноставног архитектонског решења. Основа јој је правоугаона. Темељ јој је од ломљеног камена, а преко њега су положене талпе од граничевине. Зид је направљен од брвана и то системом уклапања на ластин реп, као и помоћу зидних стубаца. На источном делу грађевине олтарски полукруг је подељен у четири дела чиме је добијена вишеугаона апсида. Кров је низак и покривен црепом. Док је изнад апсиде заобљен, изнад улазног дела је раван. У овој цркви готово да нема уопште декоративности – орнаментика се само јавља на главном порталу и то у малој мери.
Унутрашњост ове грађевине чини само олтарска преграда од дасака. На иконостасу је дрвени осликани крст са јако слабо видљивом представом Распећа. На основу трагова може се утврдити да је у цркви некада постојала и припрата. Њен западни део има равну таваницу.

## Галерија
- Спољашњи изглед
- Спољашњи изглед и улазна врата
- Квака на улазним вратима
- Улазна врата
- Начин слагања дрвета
- Унутрашњост цркве
- Унутрашњост цркве
- Унутрашњост цркве
- Плоча унутар цркве